# Raffa
La raffa (también conocida como raffa bocce) es una especialidad, tanto masculina como femenina, de deportes de bolas. Está gestionado por la Confederazione Boccistica Internazionale (CBI).

## Historia
Junto con la petanca y la bola lionesa es una de las tres especialidades propuestas por la Confédération Mondiale des Sports de Boules como posibles nuevas disciplinas para los Juegos Olímpicos de París 2024. Estas tres especialidades se disputan en otros eventos internacionales como los Juegos Mediterráneos.

## Reglas
Se disputa individualmente, en parejas o tres contra tres. Los partidos se disputan a 12 puntos, aunque la final lo hace a 15 puntos.